# 向旭
向旭（?—2023年4月8日），湖南邵阳人，中国人民解放军正军职退休干部、原石家庄陆军学院政委。

## 生平
向旭1949年9月入伍，1956年9月加入中国共产党。历任师宣传队队员，团文化教员，志愿军直属部队夜校助理员，北京军区政治部政工研究科科长、秘书处副秘书长、宣传部部长，石家庄陆军学院副院长等职。
2023年4月8日，向旭因病于北京逝世，享年91岁。讣告刊登在6月9日的《解放军报》。